# La Puerta del vino
Pour un article plus général, voir Préludes de Debussy.
La Puerta del vino est le troisième prélude du deuxième livre des Préludes pour piano de Claude Debussy.

## Présentation
La Puerta del vino est composé entre 1911 et 1912, et créé à Paris le 5 mars 1913 à la salle Érard, par le compositeur au piano. L'œuvre est également donnée au sein du cycle complet du deuxième livre des Préludes, le 12 juin 1913 à Londres, au Aeolian Hall, par Walter Rummel.
Le titre du prélude est inspiré d'une carte postale représentant l'Alhambra de Grenade, envoyée à Debussy par Manuel de Falla,.
La partition est publiée par Durand en 1913.

## Analyse et commentaires
La Puerta del vino, d'une durée moyenne d'exécution de trois minutes environ, est en ré bémol majeur, « mouvement de habanera, avec de brusques oppositions d'extrême violence et de passionnée douceur », à 
,,.
Après Lindaraja et La Soirée dans Grenade, la partition achève le cycle espagnol du compositeur et emprunte le rythme « à la fois las et pressant » de la habanera. Pour Harry Halbreich, c'est l'« aboutissement et sommet de tout le Debussy espagnol, [qui] s'avère bien plus proche de l'univers andalou d'un Garcia Lorca que des clichés du folklore : seule la Fantasia Baetica de Manuel de Falla [..…] poursuivra encore cette voie ».
Le prélude est de forme ternaire. Harmoniquement, la pièce est « construite sur de longues pédales, de ré  dans les volets extrêmes, de si  au milieu, qui avec le ton maintiennent obstinément la pulsation de la danse ». Mais « le mode gitan choisi par Debussy — mode de mi avec la quarte diminuée la bémol — établit le rapport harmonique le plus tendu possible (septième et triton) avec la fondamentale ré bémol ».
Pour Alfred Cortot, le morceau évoque une « image ardente et populaire d'un coin de faubourg espagnol ; l'auberge douteuse où les muletiers s'attardent en excitant de leurs voix gutturales et de leurs secs battements de mains la danse nerveuse et sensuelle d'une fille aux cheveux noirs ».
Dans le catalogue des œuvres du compositeur établi par le musicologue François Lesure, La Puerta del vino porte le numéro L 131 (123) no 3.

## Discographie sélective
- Debussy : Piano works Vol. 4, François-Joël Thiollier (piano), Naxos 8.553293, 1998[8].
- Debussy: Préludes, Steven Osborne (piano), Hyperion Records CDA 67530, 2006[9].
- Debussy : Complete Works for Piano, Volume 1, Jean-Efflam Bavouzet (piano), Chandos Records CHAN 10421, 2007[10].
- Debussy : The Solo Piano Works, Noriko Ogawa (piano), BIS Records CD 1955/56, 2012[11].
- Claude Debussy : The complete works, CD 4, Yuri Egorov (piano), Warner Classics, 2018[12].